# Federico Vignati
Federico Vignati de Peralta fue un político peruano. 
Fue elegido diputado por la provincia de Anta en 1913 hasta 1918 durante los gobiernos de Guillermo Billinghurst, Oscar R. Benavides y José Pardo y Barreda.